# おべっか
| ウィキペディアには「おべっか」という見出しの百科事典記事はありません（タイトルに「おべっか」を含むページの一覧/「おべっか」で始まるページの一覧）。 代わりにウィクショナリーのページ「おべっか」が役に立つかもしれません。 |